# John Joseph Paul
John Joseph Paul (ur. 17 sierpnia 1918 w La Crosse, Wisconsin, zm. 5 marca 2006 w La Crosse), amerykański duchowny katolicki, biskup La Crosse.
Był jednym z dziesięciorga dzieci (najstarszym synem) Rolanda i Louise z domu Gilles. Uczęszczał do szkół w rodzinnym La Crosse, bakalaureat sztuk otrzymał w 1939 w Loras College w Dubuque (Iowa). Studiował następnie teologię w St. Mary Seminary w Baltimore; 24 stycznia 1943 przyjął święcenia kapłańskie z rąk Williama Griffina, biskupa pomocniczego La Crosse. Zajmował się działalnością duszpasterską oraz edukacyjną w szkołach katolickich. W 1956 uzyskał dyplom z edukacji na Marquette University w Milwaukee. Od 1955 pełnił funkcję rektora Holy Cross Seminary w La Crosse. W 1965 został wikariuszem generalnym diecezji La Crosse, w 1966 rektorem katedry św. Józefa w La Crosse. Pełnił także funkcje w kurii diecezjalnej.
W maju 1977 papież Paweł VI mianował go biskupem pomocniczym La Crosse, ze stolicą tytularną Lambaesis. Sakry biskupiej ks. Paulowi udzielił 4 sierpnia 1977 ówczesny ordynariusz La Crosse, Frederick Freking. Jako biskup pomocniczy zajmował się w diecezji m.in. problematyką charytatywną, duszpasterską i zakonną. Po przejściu biskupa Frekinga w stan spoczynku został 17 października 1983 mianowany biskupem ordynariuszem. Uroczystościom ingresu 5 grudnia t.r. przewodniczył delegat Stolicy Apostolskiej w USA arcybiskup Pio Laghi.
W 1986 zwołał IV Synod Diecezjalny, na którym przedstawił nowy Kodeks Prawa Kanonicznego. Zajmował się następnie wprowadzaniem w życie tego aktu, m.in. organizacją diecezjalnych instytucji ds. życia zakonnego, życia rodzinnego, edukacji. Po osiągnięciu wieku emerytalnego złożył rezygnację z funkcji biskupa i przeszedł w stan spoczynku w grudniu 1994. Do czasu powołania następcy, którym w lutym 1995 został Raymond Leo Burke, pełnił jeszcze funkcję administratora diecezji La Crosse. Ostatnie lata życia spędził we franciszkańskim ośrodku opieki medycznej w La Crosse, gdzie zmarł.